# نبرد ساردارآباد

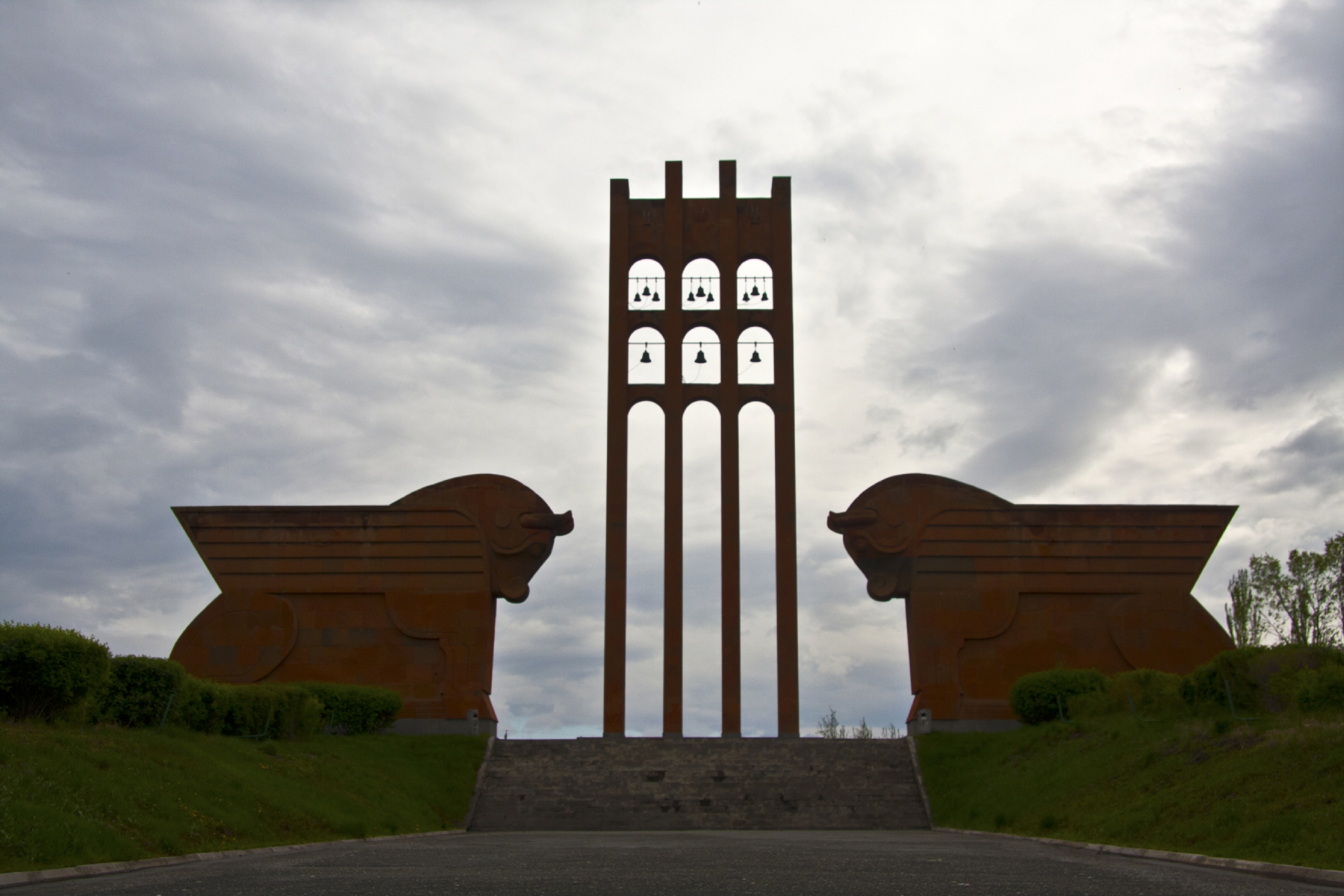
یادبود نبرد ساردارآباد در استان آرماویر

نبرد ساردارآباد نبردی است که در سال ۱۹۱۸م از ۲۱ تا ۲۷ مه بین ارمنستان و دولت عثمانی در نزدیکی روستای ساردارآباد، ۴۰ کیلومتری غرب شهر ایروان صورت گرفت و با پیروزی ارتش ارمنستان خاتمه یافت، و در ۲۸ مه ۱۹۱۸ کشور ارمنستان اعلام استقلال نمود و اولین جمهوری ارمنستان تشکیل شد.

## زمینه نبرد
با پیشامد انقلاب مارس ۱۹۱۷ روسیه، در موازنه قدرت‌های جهانی و به ویژه در عرصه رویارویی‌های نظامی در آن مقطع، دگرگونی مهمی صورت گرفت که پی آمدهای آن فقط به تدریج روشن شد. هنوز هیچ‌یک از طرفین و به ویژه قدرت‌های مرکز که می‌توانستند طرف منتفع از این دگرگونی باشند مطمئن نبودند که آیا تحولات جاری در روسیه به کناره‌گیری قطعی آن از جنگ و در نتیجه تضعیف نیروهای متفقین منجر خواهد شد یا خیر.

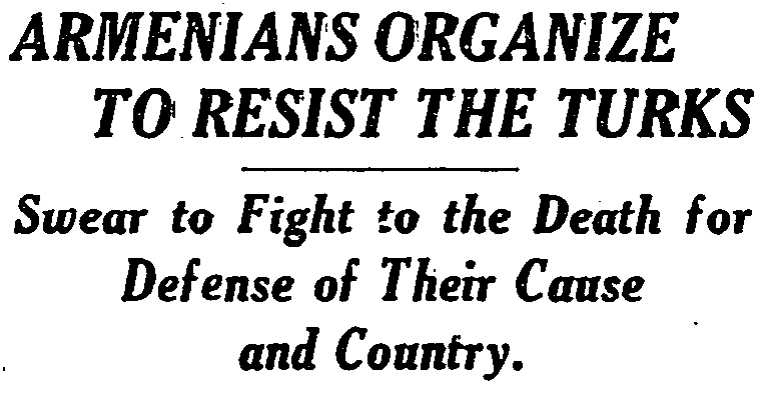
سرفصل روزنامه نیویورک تایمز از مه-ژوئن ۱۹۱۸ (سازماندهی ارمنیان برای ایستادگی در برابر تُرک‌ها. قسم به مبارزه تا مرگ برای دفاع از نهضت و کشور خود)

از این رو دولت عثمانی نیز از این فرصت بهره‌برداری کردند در حالی که ارمنی‌ها، نگران از تحولات جاری در جبهه قفقاز از حکومت کرنسکی خواستند که برای تقویت جبهه‌های جنگ اقدامی جدی به عمل آورد در نوامبر ۱۹۱۷، در تفلیس پایتخت اداری قفقاز تشکیلاتی به نام کمیساریای ماوراء قفقاز برپا شد تا بلکه تا روشن شدند تکلیف امپراتوری روسیه بعد از تشکیل مجلس مؤسسان در سن پترزبورگ، زمام امور را در دست نگهدارد.
اگرچه در ۱۵ دسامبر ۱۹۱۷ بین دولت عثمانی و کمیساریای ماوراء قفقاز یک معاهده ترک مخاصمه به امضاء رسید ولی تحولات جاری هم از لحاظ آشوب و اغتشاش حاکم بر حوزه‌های مرزی که با کشتارهای متقابل قومی توأم شده بود و هم از نظر وسوسه‌ای که برای بهره‌برداری از این وضعیت دامنگیر تُرک‌ها شد، باعث گردید که این ترک مخاصمه عمری کوتاه بیابد.
دولت عثمانی در یک دور جدید از تلاش و تکاپو بر آن شدند نخست موجبات جدایی قفقاز را از روسیه فراهم آورده، سپس بر این اساس با فتح کل آن سامان راه خود را برای دستیابی بر توران حوزه‌های مسلمان‌نشین روسیه، آذربایجان و آسیای مرکزی باز کنند.
در تدارک مرحله اول این طرح یعنی واداشتن کمیساریای قفقاز به جدایی از روسیه یا به عبارت دقیق تر عناصر پراکنده‌ای که از آن برجای مانده بودند، رشته مذاکراتی میان وهیب پاشا و ژنرال اودیشلیدزه (فرمانده سپاه قفقاز) آغاز شد و در کنار این گفتگوی دیپلماتیک، واحدهای نظامی عثمانی با نادیده گرفتن عهدنامه ترک مخاصمه در اوایل فوریه ۱۹۱۸ به سمت ارزنجان پیشروی کردند.
با توجه به اغتشاش حاکم بر کل روسیه، بروز یک جنگ داخلی گسترده میان بلشویک‌ها و مجموعه‌ای از نیروهای ضدانقلاب و مقامات قفقاز، حتی برای از سرگیری مجدد مذاکرات نیز می‌بایست ترتیب جدیدی اتخاذ کنند که با تشکیل سئیم-مجلس- قفقاز جنوبی این ترتیب نیز اتخاذ شد. در اوایل مارس نیز برای جلوگیری از پیشروی‌های دیگر عثمانی‌ها هیئتی به ترابزون اعزام شد.
ارمنیان و گرجی‌ها استقلال سرزمین قفقاز جنوبی را نمی‌خواستند بلکه برای ولایات خود طلب یک خودمختاری بودند. ارتش روسیه قفقاز که ارمنستان غربی را اشغال کرده بود در آن زمان در حال تفرقه و متلاشی بود و سربازان برای بازگشت به روسیه واحدهای خود را ترک می‌گفتند. نخستین تلاش سئیم این شد که با امکانات خود لشکری تشکیل دهد که قادر باشد جبهه ترکیه را نگاه دارد. جمهوری آذربایجان (مساوات) از جنگیدن با برادران تُرک خویش خودداری می‌کردند و حزب سوسیال دموکرات گرجی نیز که در این میان خود را به متحد عثمانی یعنی امپراتوری آلمان نزدیک کرده بودند با مذاکرات صلحی که با ژنرال فریق وهیپ محمد، فرمانده کل نیروهای عثمانی جریان داشت امید بسیار داشتند.
می‌ماند ارمنی‌ها (حزب داشناکسوتیون) که جز اتکا به عزم و توانایی خود هیچ گزینه دیگری در پیش رو نداشتند.
ولی با این حال نیروهایی که خود را مجاز به تصمیم‌گیری در مورد مقدرات قفقاز می‌دانستند، فقط به خود مردمان قفقاز محدود و منحصر نبودند، در مذاکراتی که در همان ایام میان بلشویک‌ها و نمایندگان قدرت‌های مرکز در برست لیتوفسک جریان داشت استرداد ایالات قارص، اردهان و باتومی به عثمانی‌ها از جمله امتیازاتی بود که بدون مشورت با ارمنستان و مردمان آن نواحی به تُرک‌ها واگذار شد.
لیکن وقتی مذاکرات صلح در باتوم با دولت عثمانی و با قدرت‌های مرکز در آغاز ماه مه ۱۹۱۸ شروع شد دولت عثمانی شرایطی عرضه کردند که بسیار سنگین تر از شرایط عهدنامه برست-لیتوفسک بود از جمله آن شرایط تجزیه آنچه از ارمنستان روسیه باقی‌مانده بود به نفع عثمانی و ورود آنان به شهر باکو بود.
ارمنیان که گرجی‌ها و آذربایجانی‌ها آنان را رها کرده بودند و موجودیت ملی خود را در خطر می‌دیدند به ناچار برای حفظ آن به نبرد روی آوردند.
در اواسط مارس ۱۹۱۸ ارزروم سقوط کرد و به تدریج دامنه فتوحات عثمانی حوزه‌های دیگر را نیز فرا گرفت، از جمله اردهان و باتومی. در کنار این نابرابری نظامی اختلافات و رقابت‌های داخلی میان مردمان قفقاز نیز مزید بر علت شد. دژ قارص و یک رشته استحکاماتی که با توجه به تدارکات و مهمات گرد آمده در آن می‌توانست حداقل چند ماه در برابر عثمانی‌ها مقاومت کند. اما گرجی‌ها در رشته مذاکرات و معاملات پشت پرده که در پیش گرفته بودند بدون آنکه منتظر کسب توافق با دیگر طرف ذی‌نفع یعنی ارمنی شوند، در ۲۳ آوریل ۱۹۱۸ برتسلیم استحکامات قارص تصمیم گرفتند. سقوط بی دردسر قارص با انبوه تجهیزات و تدارکات انبار شده در آن موقعیت عثمانی‌ها را بیش از پیش تقویت کرد.
ترک‌ها که تا پیش از سقوط قارص از حد و حدود مقرر در عهدنامه برست لیتوفسک می‌گفتند اینک با نادیده گرفتن آن توافق در پی توسعه قلمرو خود به دیگر نقاط قفقاز بودند. در کنار شروع دور جدیدی از مذاکرات بین عثمانی‌ها و حکومت ماوراء قفقاز در اواسط مه ۱۹۱۸، مرحله جدیدی از تعرضات نظامی تُرک‌ها در امتداد محور قارص- جلفا با هدف دستیابی بر بخش‌های شمال غرب ایران نیز آغاز شد.
نیروهای ارمنی مستقر در گیومری که تقریباً غافلگیر شده بودند، پس از یک زدوخورد سنگین عقب نشسته و قوای تحت فرمان توماس نازاربکیان نیز در دره وانادزور مستقر شدند. ترک‌ها با تمرکز بخش اصلی نیروهای خود در گیومری در ۲۲ مه از سه قسمت دست به پیشروی زدند، نخست نیروهای ناظاربگیان در وانادزور هدف حمله قرار گرفت و او مجبور شد به دیلیجان عقب بنشیند.
در این میان در حالی که قوای ناظاربگیان در اطراف دیلیجان موضعی دفاعی اختیار کرده بودند قوای تحت فرمان مؤسس سیلیکیان که مسئولیت دفاع از ایروان را برعهده داشتند برای مقابله با حمله تُرک‌ها دست به کار شدند. نخست از نیروی تحت فرمان درو خواسته شد که در آپاران مانع از پیشروی تُرک‌ها شود و خود ژنرال سیلیکیان نیز در ساردارآباد نه فقط تعرض تُرک‌ها را درهم شکست بلکه موفق شد آن‌ها را حدود پنجاه کیلومتر نیز به عقب براند.

## تهاجم نیروهای عثمانی

نقشه نبرد ساردارآباد و عملیات جنگی در قفقاز که به مدت چهار سال به طول انجامید و آغاز :جنگ ارمنستان–جمهوری آذربایجان که به مدت دو سال به طول انجامید می‌باشد.

در عرض چند ماه بعد از انقلاب اکتبر، نیروهای نظامی روسیه به تدریج از مواضع پیش رفته خود در جبهه جنگ آناتولی و قفقاز عقب نشستند و برای نیروی مقابل عملاً مانعی در کار نبود. تا مارس ۱۹۱۸ سپاهیان ترکیه تمامی مناطق از دست رفته خود را مسترد داشته و به مرزهای قبل از جنگ روسیه و عثمانی (۱۸۷۷-۱۸۷۸) رسیدند. تنها نیرویی که در سر راه آنان مقاومت کرد، چند واحد داوطلب ارمنی بود.
نیروهای تُرک که تحت فرماندهی یعقوب شوقی قرار داشتند به رغم آب و هوای نامناسب و خطوط ارتباطی به هم ریخته کماکان به پیشروی سراسری خود ادامه و در طول راه بر مقادیری از تسلیحات و تجهیزات برجای مانده از ارتش روسیه دست یافتند. سرفرماندهی عثمانی سرمست از خواب و خیال‌های پان‌تورانیسم اسماعیل انور به پیشروی خود ادامه می‌دادند.
بعد از تسلیم قارص در ۲۵ آوریل ۱۹۱۸ و سقوط گیومری در ۱۵ مه همان سال، لشکرهای سی و ششم و پنجم اردوی اسلام قفقاز عثمانی تمرکز خود را بر جبهه وانادزور نهادند. در اینجا بود که ژنرال تُوْماس ناظاربگیان، فرمانده سپاه ارمنی سعی داشت راه تُرک‌ها را سد کرده و مسیر مستقیم به تفلیس را محافظت کند.
در آغاز تُرک‌ها توانستند مقاومت ناظاربگیان را در وانادزور درهم شکنند. فقدان قوای ذخیره، کمبود مهمات، نرسیدن قوای کمکی از جانب آندرانیک اوزانیان یا مقر سرفرماندهی در تفلیس و برتری کمی تُرک‌ها وهیب پاشا سپاه نهم قفقازی را برای جبران تلفات وارده بر لشکرهای پنجم و سی و ششم قفقازی اعزام کرده بود. از جمله عواملی بودند که ناظاربگیان را به عقب‌نشینی از وانادزور واداشتند؛ ولی وی توانست در حوالی روستای نیکیتینو واقع در حدود ۱۶ کیلومتری غرب دیلیجان جلوی پیشروی تُرک‌ها را گرفته و یک خط دفاعی جدید را ایجاد کند.
همزمان با رخدادهای وانادزور، سه لشکر دیگر تُرک نیز در قسمت ایروان مشغول عملیات بودند. لشکر نهم پیاده از منطقه مابین دره الشکرد و رود ارس گذشته و ایغدیر را اشغال کرد. دو لشکر دیگر، لشکرهای سوم و یازدهم قفقازی روی به همان سمت نهاده در امتداد شاهراه گیومری به ایروان و خط آهن جلفا پیش آمدند. از این قوا در حالی که لشکر سوم آپاران را گرفته و به سمت آشتاراک پیش می‌رفت، لشکر یازدهم جاویدبِی نیز در امتداد خط آهن پیشروی کرد و به جلگه آرارات رسید. جناح راست این لشکر تحت پوشش نیروی سوار چریکی قرار داشت که از نیروهای کُرد تشکیل شده بود.
در برابر لشکر نهم پیاده که از سمت ایغدیر پیش می‌آمد، دو هنگ از نیروهای داوطلب منطقه وان قرار داشت که می‌بایست به کمک روستائیان محلی مسیرهای جنوبی ایروان را تحت پوشش قرار دهد. در بخش آپاران نیز لشکر سوم پیاده تُرک‌ها نیروهای درو را در برابر داشتند. نیروهای تحت فرمان او عبارت بودند از نیمی از هنگ ششم تفنگدار، یک آتشبار توپخانه و حدود هزار پارتیزان کارآزموده و تک‌تیرانداز. این نیروی نه چندان چشمگیر توانست در تنگه‌ای مابین آپاران و آشتاراک حدود پنجاه کیلومتری ایروان راه را بر پیشروی تُرک‌ها ببندد.
پس از عقب‌نشینی ناظاربگیان در وانادزور، مرکز ثقل تحولات به حوزه ایروان منتقل شد و در اینجا بود که درگیری‌های تعیین‌کننده نهایی صورت گرفت. دفاع از ایروان به ژنرال سیلیکیان واگذار شد. کلنل کریستوپور آراراتوف که واحدهایی از نیروی تحت فرمانش تیپ دوم توپخانه در نقاط مختلفی میان آشتاراک، واغارشاپات و ساردارآباد مستقر شده بود نیز در صحنه حاضر بود. دانیل پیرومیان فرماندهی گروهی را برعهده داشت که در اطراف ساردارآباد مستقر بودند. کلنل بوغوس پیرومیان پسر عموی او نیز در مقام فرمانده هنگ پنجم تفنگدار ارمنی افسر ارشد آن ناحیه بود.
در ۱۵ مه ۱۹۱۸ موج بی پایانی از پناهندگان دره آلاشگرد و منطقه وان از ایروان گذشتند. بیش از ۳۰۰۰۰۰ نفر بودند. خسته و مانده در توده‌ای از گرد و غبار برآمده از گاری‌ها و ردپاهایشان، منظره رقت باری را تشکیل می‌دادند. عقب‌نشینی آن‌ها به سمت نواحی کوهستانی اطراف دریاچه سوان نیز خود مزید بر نگرانی مردم شهر بود.
مقامات نظامی ایروان توصیه کرده بودند که جاثلیق اچمیادزین به جای مطمئن تری نقل مکان کند ولی گورگ پنجم به هیچ وجه زیر بار نرفت. هزاران آواره در کوی و بازاری که زیر دیوارهای این صومعه کهن قرار داشت و همچنین بقایای کاروان‌سرایی در مقابلش پناه گرفته بودند. همگی آن‌ها از روستاهایی که اخیراً به اشغال تُرک‌ها درآمده بود بدآنجا آمده بودند و هر لحظه آمادگی آن را داشتند که از نو دستخوش بیم و وحشت گردند.

## نبرد ساردارآباد و پیروزی نیروهای ارمنی

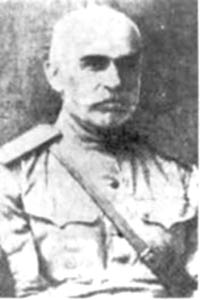
ژنرال مؤسس سیلیکیان

نیروهای ارمنی حدود ۱۰۰۰۰ نفر که شامل:هنگ چهارم و پنجم تفنگدار ارمنی ۲۳۰۰نفر. هنگ اول و هنگ سوار پارتیزان ۲۰۰۰نفر. هنگ ارزنجان ۷۰۰نفر. هنگ ماکو ۳۰۰نفر. گردان سرفرماندهی ۲۰۰نفر. هنگ‌های اول و دوم تفنگدار وان ۲۵۰۰ نفر. هنگ دوم سوار ۷۰۰ نفر. هنگ سوار زیتون ۵۰۰نفر. هنگ سوار مخصوص ۵۰۰ نفر. ۴ آتشبار مرکب از ۱۶ عراده توپ ۵۰۰ نفر.
حال آنکه ترک‌ها آن هم با صرف احتساب نیروهای خط مقدم آن‌ها، پنج لشکر در میدان داشتند. لشکرهای سوم، پنجم، نهم، یازدهم و سی و ششم که پنجاه گردان شامل می‌شد با قوایی معادل ۵۰۰۰۰ نفر و به‌علاوه ۱۵۰۰ تا ۳۰۰۰ سواره نظام کُرد شامل می‌شد.
- ۲۱ مه ۱۹۱۸:

<<همزمان با عملیات ضد ایغدیر، نیروهای تُرک ایستگاه راه‌آهن ارس را که به سمت ساردارآباد می‌رفت را در ساعت پنج بعدازظهر مورد حمله قرار داد. نیروهای ارمنی زیر فشار شدید تُرک‌ها به محوری در امتداد روستاهای اچمیادزین عقب نشسته و بدین ترتیب اچمیادزین را تحت پوشش قرار دادند. فرماندهی نیروهای ارمنستان به این نتیجه رسید وقت آن است که آخرین قوای ذخیره نیز به صحنه نبرد گسیل شود. تمام واحدهای موجود به منطقه اعزام شدند. فرماندهی بر یک نبرد نهایی تصمیم گرفته بود. هنگ پنجم تفنگدار ارمنی دستور گرفت روستای ساردارآباد را ترک کرده و در چند کیلومتری غرب آبادی موضع بگیرد.
- ۲۲ مه ۱۹۱۸: «اوضاع وخیم بود حتی تعداد نیروهای تُرک را نیز نمی‌دانستیم کاملاً روشن بود آن‌هایی که روبرویمان در تپه‌ها مستقر شده بودند، فقط نیروهای تُرک‌ها را تشکیل می‌دهند. سرنوشت ارمنستان در میان بود و حیات مردمانش. در طول شب قوای ذخیره محدودی فراهم آمد. جناح چپ نیروهایمان به کلی عقب کشیده شدند و در جناح راست نیز نیرویی معادل دو گروهان و دو عراده توپ به جلو اعزام شدند. توسط تلفن از ژنرال مُوْسس سیلیکیان اجازه گرفتیم که واحد خیزناوس[پانویس ۵] کاپیتان پاشایان از هنگ ارزنجان را مورد استفاده قرار دهیم. آنگاه وی فرمان یافت که فردا صبح به سمت غرب شتافته و از منتهی‌الیه رشته تپه‌های کوچکی که تحت اشغال تُرک‌ها بود گذشته و از پشت مواضع آن‌ها را تحت آتش توپخانه قرار دهد.>>[پانویس ۶]

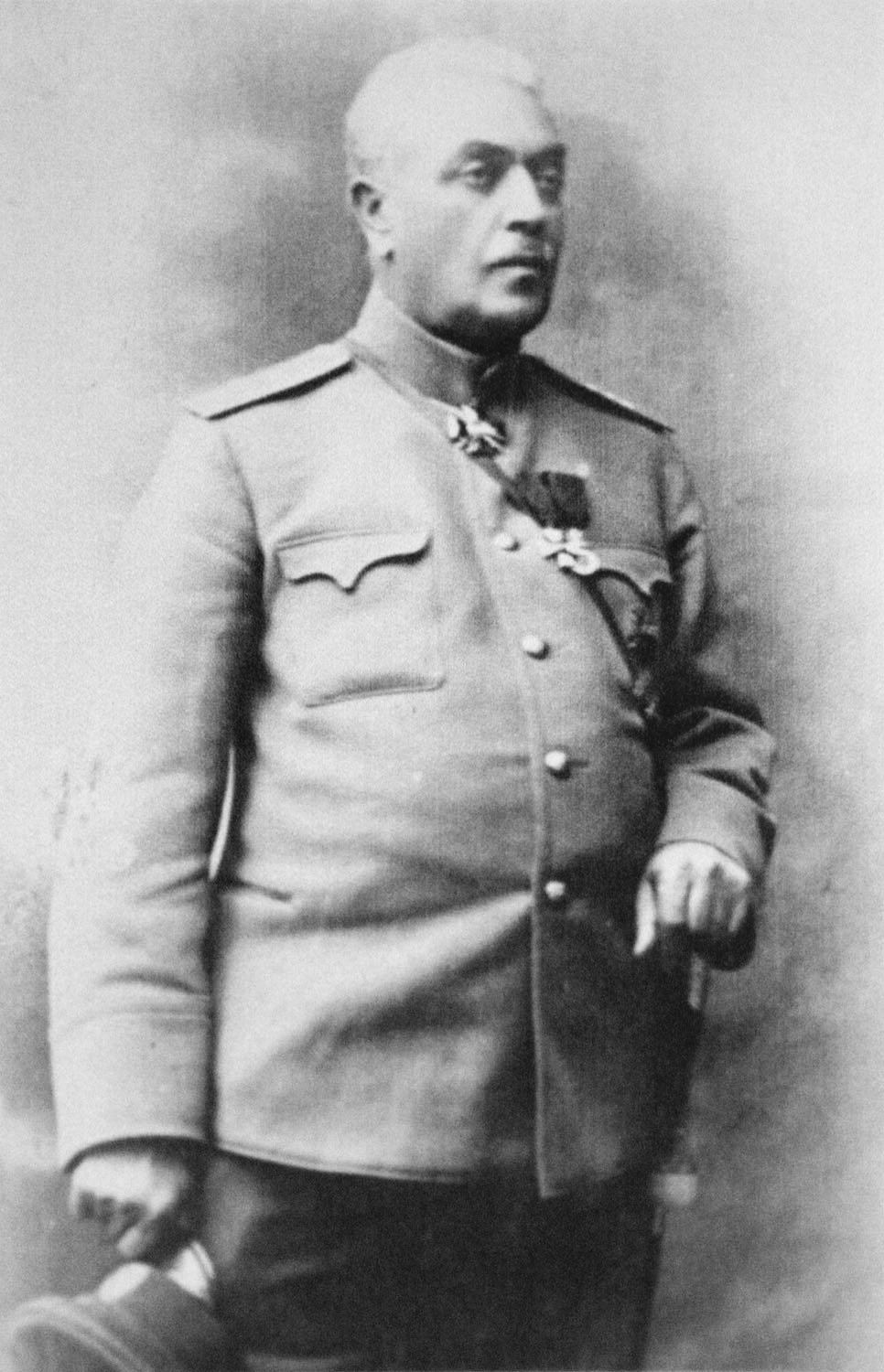
ژنرال تُوْماس ناظاربگیان

نقشه نبرد به‌طور خلاصه چنین بود:(گروه ساردارآباد با فشاری که وارد می‌آورد تُرک‌ها را در مواضعشان میخکوب کرده و بدین ترتیب واحد خیزناوس فرصت می‌یافت که به عقبه آن‌ها رخنه کند و خطوط مواصلاتی پشت جبهه تُرک‌ها را قطع کند. تنها در یک چنان شرایطی بخش اصلی قوای ساردارآباد می‌توانست از مواضع خط مقدم خود به یک حمله سراسری دست بزند)
- ۲۳ مه ۱۹۱۸: کلنل آلکساندر شنور: «هنگامی که فهمیدم همراه با دو گروهان دیگر مأمور شده‌ایم در مقام قوای جلودار خط اول هنگ را تشکیل دهیم برای افرادم سخنانی گفتم که هنوز چند کلمه‌ای از آن را به یاد دارم. بدان‌ها گفتم بدانید که دیگر نمی‌توانیم عقب‌نشینی کنیم زیرا آن منطقه کوچک و آزادی که در پشت داریم تنها چیزی است که از ارمنستان باقی‌مانده و پناه بردن به کوه‌ها نه فقط باعث خواهد شد که مردمان این حدود به حال خود رها شوند بلکه تعداد بی‌شماری از آواره‌ها را نیز که بدین حدود پناه آورده‌اند، به سرنوشت دهشتناکی دچار خواهند شد. با طلوع آفتاب همه برپا بوده و هنوز نخستین اشعه‌های خورشید نتابیده بود که در طول کل جبهه صدای توپ طنین انداز شد. در پی آتش گاه به گاه توپخانه، مسلسل‌ها به صدا درآمدند. تُرک‌ها چند بار سعی کردند که از ارتفاعات مزبور پایین آمده و حمله کنند ولی هربار آتش متمرکز ما آن‌ها را بر جایشان می‌نشاند. خود را به بالای منبع آبی رساندم که از آنجا همه چیز به روشنی دیده می‌شد. حدود ساعت ۹ صبح توده غباری از شمال از سمت واحد خیزناوس دیده شد که به تدریج به سمت غرب می‌کشید، واحد مزبور در جهت محل مقرر حرکت می‌کرد. واحدهای ما نیز که حدود چهار کیلومتر از مواضع تُرک‌ها فاصله داشتند به تدریج رو به جلو حرکت کرد.»

<<دامنه جنگ بالا گرفت، نیروهای ارمنی دستور گرفتند دشمن را هدف حمله قرار دهند این حمله می‌بایست با زمان رسیدن واحد خیزناوس به پشت تُرک‌ها توأم گردد. برشدت زد و خوردها افزوده شد.
حدود ساعت یک بعدازظهر نیروهای خیزناوس از پشت خطوط دشمن گذشت و ساعت ۲ بعدازظهر صدای آتشبار توپخانه شنیده شد. در این بین هرگاه که تُرک‌ها سعی کردند حمله کنند، نیروهای جناح راست ما دو گروهان و دو عراده توپ همراهشان از پهلو آتش گشوده و تُرک‌ها مجبور می‌شدند که از نو در مواضع خود پنهان شوند. حال فاصله نیروهای ما با تُرک‌ها حدود یک کیلومتر رسیده بود.>>
«بدین ترتیب ژنرال دانیل بک پیرومیان فرمان حمله را صادر کرد نیروهای ما از مواضعشان به پا خاسته و گلوله‌ها و خمپاره‌ها را به دست فراموشی سپرده و با فریادهای (هورا) به پیش شتافتند. صدای آتشبار توپخانه از عقب برخاست. یک گروه از تُرک‌ها محاصره شده ولی بخش اصلی آن‌ها با برجای گذاشتن همه چیز به سمت ارتفاعات گریختند. نیروی سوار ما آن‌ها را تعقیب کرد. تعدادی از تُرک‌ها اسیر و ستون تدارکات آن‌ها نیز به غنیمت گرفته شد. تُرک‌ها سراسیمه می‌گریختند و از آنجایی که واحد پاشیان و هنگ ارزنجان در پشت خطوط آن‌ها بودند هر یک بیراهه‌ای را در پیش گرفته بودند. نبرد بُرده شد. ارمنستان نجات یافت.»
- ۲۴ مه ۱۹۱۸:

وانادزور توسط هنگ اول و یک هنگ پیاده و چند آتشبار آزاد شد و مقاومت دشمن درهم شکسته شده و مواضعشان را ترک کردند. چنین معلوم شد که هنگ صد و هشت تُرک‌ها در برابر ساردارآباد به کار گرفته شده بود. تلفات ارمنیان زیاد نبود. تلفات ارمنیان بین ۱۰۰۰ تا ۱۵۰۰ نفر و نیروهای عثمانی حدود ۶۵۰۰ نفر بوده‌است.
- ۲۷ مه ۱۹۱۸:

ترک‌ها به عقب‌نشینی از ایستگاه ارس واقع در منطقه ساردارآباد دست زدند، ارمنی‌ها در کل جبهه تهاجم اختیار کردند.
- ۲۹ مه ۱۹۱۸:

نیروهای ارمنی مناطق روستاهای تالین (ارمنستان) و ماستارا را گرفتند.

## تاکتیک‌ها، تدارکات و نتیجه نبرد
افسران ارشد سپاه ارمنستان از اشراف یا طبقه ثروتمند نبودند. در بسیاری از موارد خود نظامی زاده بودند. به خدمت وارد شده بودند تا از طریق کار سخت و دشوار راه ترقی را طی کنند. برخی از آن‌ها حتی تجربه خدمت در جنگ روسیه و عثمانی (۱۸۷۷-۱۸۷۸) و جنگ روسیه و ژاپن را در پیشینه خود داشتند. مرمان خود را بهتر می‌شناسند و در خلال زندگی نظامی یا در عرصه نبرد به آن‌ها نزدیکتر هم می‌شوند. واحدهای ارمنی از یکدستی و انسجام بیشتری برخوردار بوده و همبستگی صنفی بالاتری دارند.
لشکر یازدهم قفقاز تُرک‌ها به دلیل سرعت و شتاب،نتوانست ارتباط خود را با دیگر قوای عثمانی مانند لشکر نهم در ایغدیر و لشکر سوم که به طرف آشتاراک پیش می‌رفتند حفظ کند. جاویدبِی انتظار داشت که بخش اصلی قوای ارمنی درصدد دفاع از مسیر مستقیم ایروان برآید که از طریق شهر مقدس اچمیادزین می‌گذشت. وی بر این تصور بود که لشکر یازدهم قفقاز از طریق پیشروی در امتداد خط آهن می‌تواند در کرانه ارس به لشکر نهم پیاده ملحق شود. بدین ترتیب آن‌ها می‌توانستند جناح قوای ارمنی را احاطه کرده و با پیشروی لشکر سوم از آپاران به سمت جنوب، آن‌ها را در یک حرکت گازانبری گرفتار سازند. به علاوه فرماندهی تُرک بر این باور بود که اگر نیروهای منظم و مجهزشان در کفه هموار دشت آرارات عمل کنند از مزیت بیشتری برخوردار خواهند بود چرا که قوای ارمنی که اکثراً از نیرویی تشکیل شده بودند که بیشتر با جنگ‌های چریکی در ارتفاعات خو داشتند تا جنگ و جدل در یک کفه هموار این محاسبات غلط از آب درآمد.
ژنرال درو در نیمه راه آپاران و آشتاراک مواضع خود را سرسختانه حفظ کرد. سیلیکیان نیز در عین تمرکز کارآموزده‌ترین واحدهای تحت فرمانش در دشت ساردارآباد، اجزاء ضعیف تر قوایش را در اچمیادزین برجای گذاشت. فرمانده قوای ساردارآباد که ژنرالی جسور بود، از همراهی آجودان‌هایی پراستعدادی برخوردار بود. دو هنگ وان نیز عقبه قوا را در جنوب تحت مراقبت داشتند.
ارمنیان معتقدند:
- نبرد ساردارآباد بر طبق یک طرح از پیش تعیین شده اجرا شد.
- هرگونه شکستی در ساردارآباد می‌توانست باعث فروپاشی کامل مقاومت ارمنی‌ها گردد حال آنکه پیروزی حاصله مسیر تحولات را دگرگون ساخت و محاسبات تُرک‌ها را درهم ریخت.
- ضدحمله‌های موفقیت‌آمیز آپاران و تسخیر وانادزور تنها پس از پیروزی ساردارآباد میسر شد.
- متضمن شکست تام و تمام یک لشکر کامل تُرک بود.

## توضیحات
1. ↑  در آن موقع منطقه قفقاز جنوبی (آذربایجان-ارمنستان-گرجستان) توسط کمیساریای فدراسیون قفقاز جنوبی و مجلس قفقاز جنوبی به نام سئیم اداره می‌شد.
2. ↑  او که بیشتر به نام وهیپ پاشا معروف است تباری آلبانیایی داشت. وی و برادرش عزت پاشا هر دو از اهالی یانیا بودند. پدر آن‌ها امین افندی شهردار آن شهر بود.
3. ↑  در سال ۱۹۲۷ کتاب مشارکت ارمنی‌ها در جبهه قفقاز جنگ جهانی ۱۹۱۴–۱۹۱۸ در پاریس منتشر شد نویسنده گاوریل گئورگی یویچ کورگانف مستشار سابق ستاد ارتش قفقاز
4. ↑  گئورگی خان زوریان زندگی‌نامه‌ای تحت عنوان ارمِنین نوشت که در سال ۱۹۶۴ در پاریس منتشر شد. گئورگی خان زوریان در سال ۱۸۹۳ در نخجوان به دنیا آمد. وی پس از فراغت از تحصیل حقوق در دانشگاه مسکو وارد آکادمی نظامی شد. در سال ۱۹۱۶ از میان ۶۰۰ دانشجو با احراز رتبه سوم فارغ‌التحصیل شد و به ستاد لشکر تفنگدار سیبری مأمور شد
5. ↑  در آستانه نبرد ساردارآباد واحد تحت فرمان کاپیتان پاشیان روستایی موسوم به خیزناوس مستقر شده بود و به همین دلیل نیز از سوی فرماندهی قوا به نام واحد خیزناوس خوانده می‌شد.
6. ↑  کلنل آلکساندر شنور که هدایت جنگ را نیز برعهده داشت گزارش مکتوبی از ماوقع برجای مانده‌است. او خاطراتش را از جنگ تُرک و ارمنی در 1918-1919 نوشته و بخش‌هایی از آن را در سوگلاسیه یک نشریه ماهیانه روسی چاپ کرد. او در سال ۱۸۸۴ در سن پترزبورگ به دنیا آمد. در سال ۱۹۰۶ در دانشکده توپخانه فارغ‌التحصیل شد و در واحدهای مستقر در لهستان خدمت کرد و در سال ۱۹۱۵ از آموزشگاه هواپیمایی کی‌یف گواهینامه خلبانی گرفت.
7. ↑  یادداشتی دربارهٔ روحیه واحدهای ارمنی، مورخ 28 آوریل 1919 که بر اساس گزارش ژنرال مُرِل در مورد عملیات ارزروم و ساری قمیش، ص3.(ژنرال مُرِل پیش از جنگ جهانی اول وابسته نظامی روسیه در سفارت توکیو بود)

## یادداشت
1. ↑  These are the figures provided by سیمون وراتسیان، the then member of the Armenian National Council. The composition of the forces was as follows: 4th Battalion (۱٬۵۰۰ men); 5th Battalion (۸۰۰); 1st Battalion (۷۰۰; 1st Partisan (۱٬۲۰۰); Erzinjan Battalion (700); Maku (۳۰۰); 2nd Cavalry Battalion (700); Partisan Cavalry (800); Special Cavalry (500); and the 1st and 2nd Van Regiments (۲٬۵۰۰): see Stephen G. Svajian, A Trip Through Historic Armenia. New York: GreenHill Publishing, 1977, p. 558.
2. ↑  The composition of the Ottoman I Caucasian Corps was as follows: 5th Caucasian Division; 9th Caucasian Division; 11th Caucasian Division; 36th Caucasian Division; 1,500–3,000 Kurdish Cavalry